# Török István (forradalmár)
Török István (Sárvár, 1930. november 12. – Győr, 1958. december 2.) vasesztergályos, 1956-os vértanú.

## Élete
Apja baloldali pártok, az SZDP, majd az MDP tagja volt. István az általános iskolát követően a cukorgyárban helyezkedett el, ahol 1951-ben vasesztergályos vizsgát tett. A Dolgozó Ifjúság Szövetsége (DISZ) titkára volt két éven át, és főtitkára a Kinizsi Sportkörnek. Katonai szolgálata alatt jelentkezett a Kossuth Tüzér Tiszti Iskolára, 1953-ban alhadnaggyá nevezték ki, de egyúttal le is szerelték. Bár felvételét kérte a Magyar Dolgozók Pártjába (MDP), jelöltségét elutasították.

## Szerepe a forradalomban
A győri vagongyárban állt munkába esztergályosként. 1956. október 25-én csatlakozott a győri tüntetéshez, a pártháznál és a BM megyei főosztályánál gyülekezők között is megtaláljuk. A pártház védőinek sortüzétől a tüntetők szétfutottak. 
Másnap újabb tüntetés vette kezdetét, ahol Török István már beszédet is mondott a városi tanács erkélyéről. A laktanyához érkezve a tüntetők beválasztották a katonai parancsnoksághoz küldendő követségbe, amelynek feladata a katonaság átállásának elérése volt. Szintén küldöttként vett részt a helyi ÁVH-parancsnokkal a politikai rabok szabadon bocsátásáról szóló tárgyalásokon. Alhadnagyként az átállt rendőrségnek is tagja lett.
Többször küldték vidékre, hogy a lincseléseket, összetűzéseket megakadályozza. 28-án Szigethy Attila, a Dunántúli Nemzeti Tanács vezetője megbízta, hogy látogasson el a nyugat-magyarországi városokba, és tájékoztatást kért Töröktől a kialakult helyzetről, aki ekkor szülővárosába is hazalátogatott. 
Október 29-én megakadályozta, hogy a győri vagongyár gyűlésén leszámoljanak a korábbi rendszer vélt kiszolgálóival. Másnap a Nagy Imréhez induló küldöttségnek is tagja lett, amely a vagongyár munkásságának kéréseit terjesztette a miniszterelnök elé. 
November 4-e után illegalitásba vonult, röplapokat terjesztett, valamint a szovjet egységek megtámadását tervezte többekkel együtt. A győri katonatisztek, illetve a tatabányai nemzetőrség segítségét igényelték, de az akcióra nem került sor.
Török István ezt követően, november 18-án emigrált, előbb Ausztriába, majd az Egyesült Államokba. Egy év múlva a magyar hatóságok amnesztiaígéretében bízva tért haza. 1957. október 12-én azonban letartóztatták. Az első fokon a Benke László vezette bíróság 1958. május 3-án szervezkedés vezetése és gyilkosság vádjával halálra ítélte. A Legfelsőbb Bíróság Mecsér József vezette tanácsa az ítéletet november 25-én jóváhagyta és december 2-án végrehajtották rajta az ítéletet. Kivégzése előtt ezt mondta: „Biztos vagyok benne, hogy eljön az idő, amikor a családnak nem kell miattam szégyenkeznie, amikor éppúgy hősi halott leszek, mint Rajk László.”

## Emlékezete
1989. június 15-én a sopronkőhidai temetőben gyászünnepséget tartottak, családja is részt vett a megemlékezésen. Ekkor még semmit sem tudtak a sírok hollétéről, a felállított emlékműre 9 nevet véstek, köztük Török Istvánét és munkatársáét, Szigethy Attiláét is. A Győrben kivégzett és jeltelenül elhantolt Török István maradványait 1991-ben találták meg és sikeresen azonosították.
A megtalált hamvakat Sárvárra vitték. Április 12-én, az újratemetés napján a ravatalozót nemzeti színű zászlókkal díszítették fel. A gyászbeszédet Lamatsch Endre plébános mondta el felette. Őt dr. Dénes Tibor alpolgármester követte, aki a régmúlt korok hőseihez hasonlította Török Istvánt. A Ötvenhatosok Vas Megyei Szövetsége nevében Bajontai Imre húzott párhuzamot 1848 és 1956 között. Beszédet mondott még a Szigethy Attila Alapítvány kuratóriumi elnöke, dr. Erdélyi István és a Történelmi Igazságtétel Bizottság Észak-Dunántúli Szervezetének elnöke, Lazur Barna is. Az ünnepségen részt vett Török István családja is. 
A Soproni úti temetőben, a Berke Géza-féle kripta mögötti díszsírhelyen nyugszik, remélhetőleg, már háborítatlanul az 56-os forradalom és szabadságharc sárvári születésű mártírja, Török István. Sírjánál minden év október 23-án a város önkormányzata helyez el koszorút. 
Győrött utca viseli a nevét, ahol 2001-ben a város önkormányzata felállította emléktábláját. E helyen rendszeresen megemlékezéseket tartanak a mártír emlékére.

## Külső hivatkozások
- Életrajza
- Szerepe a forradalomban
- Újratemetéséről